# Cryptoplacidae
Cryptoplacidae är en familj av blötdjur. Cryptoplacidae ingår i ordningen Neoloricata, klassen ledsnäckor, fylumet blötdjur och riket djur. Enligt Catalogue of Life omfattar familjen Cryptoplacidae 17 arter.
Kladogram enligt Catalogue of Life:
| Cryptoplacidae | \| \| Choneplax \| \| \| \| \| \| Cryptoplax \| \| \| \| |
|                | \| \| Choneplax \| \| \| \| \| \| Cryptoplax \| \| \| \| |
|                | Acanthochitonidae                                        |
|                |                                                          |
|                | Chitonidae                                               |
|                |                                                          |
|                | Choriplacidae                                            |
|                |                                                          |
|                | Ferreiraellidae                                          |
|                |                                                          |
|                | Hanleyidae                                               |
|                |                                                          |
|                | Ischnochitonidae                                         |
|                |                                                          |
|                | Leptochitonidae                                          |
|                |                                                          |
|                | Mopaliidae                                               |
|                |                                                          |
|                | Schizochitonidae                                         |
|                |                                                          |
|                | Choneplax                                                |
|                |                                                          |
|                | Cryptoplax                                               |
|                |                                                          |

|  | Choneplax  |
|  |            |
|  | Cryptoplax |
|  |            |